# مونيك وادستيد
مونيك وادستيد محامية سويدية. هي شريك في بيرد آند بيرد في ستوكهولم.

## المهنة
حصلت وادستيد على الماجستير من جامعة ستوكهولم في عام 1988 وعملت في محكمة ستوكهولم المحلية في الفترة 1989-1990. قبل الانتقال إلى بيرد آند بيرد، كانت شريكة في ماغنوسون واهلين كفيست ستان بروكب مكتب المحاماة .
وفي عام 2017، اختيرت واحدة من أفضل 250 امرأة في قانون الملكية الفكرية من خلال إدارة الملكية الفكرية. مونيك وانستيد مدرجة منذ عام 2017 في قاعة مشاهير القانونيين 500 لعملها في قانون الملكية الفكرية وقانون الإعلام.

## القضايا
ومثلت الجانب السويدي في قضية تتعلق بالحدود بين حرية التعبير والإعلان. كما مثلت دوراسيل ضد فيليبس، وجمعية التعاونيات ضد جيليت، ودوكا ضد بودوم.
في وقت لاحق مثلت شركات بما في ذلك وارنر بروس، مترو غولدوين ماير، كولومبيا بيكتشرز، فوكس القرن 20 في محاكمة خليج القراصنة.  وفي المحاكمة قالت إن "بايرت باي" لم يكن "سلبيا" في توزيعه للمحتوى.  وكانت هناك العديد من الأقاويل على الرغم من إستمرار المحاكمة.
وفي عام 2014 مثلت الصحفية بيا غاد في قضية سفينسون ضد المسترد سفيريج إيه بي، وهي قضية معروضة على محكمة العدل التابعة للاتحاد الأوروبي تتعلق بالربط وحقوق الطبع والنشر.  تم تطوير القانون في سفينسون في وقت لاحق في حالات مثل جي سي ميديا - سانوما.
وفي عام 2017 مثلت بريجويل سفيريج أب أمام المحكمة العليا في السويد في قضية تتعلق بالأضرار الناجمة عن أمر قضائي مؤقت. 10- وقد اعتبرت القضية الأساس القانوني للأضرار وحساب الأضرار والأدلة على الخسارة التجارية.
في عام 2019 مثلت الناشر العلمي السفير من خلال إرسال رسالة توقف وكف إلى شركة ساتيشنسى لربط الخيال العلمي المحور على بلوق.  كما مثلت فريدريك فيرتانن في الإجراءات القانونية المتعلقة بدعوى التشهير التي رفعها ضد (سيسي والين)